# 西願寺 (市原市)
西願寺（さいがんじ）は千葉県市原市平蔵1360にある天台宗の寺院。

## 文化財

### 重要文化財
- 阿弥陀堂（附 厨子）

平安時代の承平年間の建立と伝えられてきたが、1927年（昭和2年）に行われた解体修理で室町時代の明応4年（1495年）旧暦の7月に鬼門守護のため平蔵城主土橋平蔵が鎌倉の大工二郎三郎に命じて建立させたことが明らかとなった。本格的禅宗様をそなえるこの堂は均整のとれた外観の美しさから平蔵の光堂とも呼ばれる。1916年（大正5年）5月24日、当時の特別保護建造物（現行法の重要文化財に相当）に指定された。附（つけたり）指定の厨子は1955年6月22日に追加指定されている。

## アクセス
小湊鉄道の上総大久保駅で下車し小湊バス大多喜車庫行き阿弥陀畑で下車し徒歩3分